# (37409) 2001 XW115
2001 XW115 (asteroide 37409) é um asteroide da cintura principal. Possui uma excentricidade de 0.21395330 e uma inclinação de 4.99620º.
Este asteroide foi descoberto no dia 13 de dezembro de 2001 por LINEAR em Socorro.